# Niederwald (Texas)
Niederwald es una ciudad ubicada en el condado de Hays en el estado estadounidense de Texas. En el Censo de 2010 tenía una población de 565 habitantes y una densidad poblacional de 59,3 personas por km².

## Geografía
Niederwald se encuentra ubicada en las coordenadas 29°59′39″N 97°46′33″O / 29.99417, -97.77583. Según la Oficina del Censo de los Estados Unidos, Niederwald tiene una superficie total de 9.53 km², de la cual 9.53 km² corresponden a tierra firme y (0%) 0 km² es agua.

## Demografía
Según el censo de 2010, había 565 personas residiendo en Niederwald. La densidad de población era de 59,3 hab./km². De los 565 habitantes, Niederwald estaba compuesto por el 78.23% blancos, el 2.12% eran afroamericanos, el 0.88% eran amerindios, el 0.35% eran asiáticos, el 0% eran isleños del Pacífico, el 16.11% eran de otras razas y el 2.3% pertenecían a dos o más razas. Del total de la población el 45.13% eran hispanos o latinos de cualquier raza.